# ریچارد هرد
ریچارد هرد (به انگلیسی: Richard Herd)؛ (زادهٔ ۲۶ سپتامبر ۱۹۳۲ – درگذشته ۲۶ مهٔ ۲۰۲۰) یک هنرپیشه اهل ایالات متحده آمریکا بود.

## فیلم‌شناسی

### فیلم
- هرکول در نیویورک (۱۹۷۰)
- همه مردان رئیس‌جمهور (۱۹۷۶)
- مشت (۱۹۷۸)
- سندرم چین (۱۹۷۹)
- اسکیزویید (۱۹۸۰)
- سرباز بنجامین (۱۹۸۰)
- معامله قرن (۱۹۸۳)
- ترنسرها (۱۹۸۴)
- هواپیماها، قطارها و اتومبیل‌ها (۱۹۸۷)
- مکعب درخشان (۱۹۸۹)
- گروهبان بیلکو (۱۹۹۶)
- نیمه‌شب در باغ خوب و بد (۱۹۹۷)
- یوسف: پادشاه رؤیاها (۲۰۰۰)
- مطب دکتر کالیگاری (۲۰۰۵)
- داستان آنا نیکول اسمیت (۲۰۰۷)
- برو بیرون (۲۰۱۷)
- مول (۲۰۱۸)

### تلویزیون
- کوجک (۱۹۷۵)
- کارآگاه راکفورد (۱۹۷۵)
- سران و سلاطین (۱۹۷۶)
- خیابان‌های سان‌فرانسیسکو (۱۹۷۷)
- دالاس (۱۹۸۰–۱۹۸۱)
- نایت رایدر (۱۹۸۵)
- دودمان (۱۹۸۶)
- دختران زرین (۱۹۸۹)
- پیشتازان فضا: نسل بعدی (۱۹۹۳)
- پزشک دهکده (۱۹۹۳)
- منشی (۱۹۹۵)
- بخش فوریت‌های پزشکی (۱۹۹۵)
- واکر، رنجر تگزاس (۱۹۹۶)
- ساینفلد (۱۹۹۵–۱۹۹۸)
- بافی قاتل خون‌آشام‌ها (۱۹۹۸)
- جاگ (۲۰۰۰)
- او. سی (۲۰۰۴)
- کدبانوهای وامانده (۲۰۰۷)
- پرونده سرد (۲۰۰۸)
- سی‌اس‌آی: میامی (۲۰۱۲)
- بی‌شرم (۲۰۱۸)
- هاوایی فایو-زیرو (۲۰۱۸)

### بازی ویدئویی
- فال‌اوت: نیو وگاس (۲۰۱۰)
- بایوشاک: بیکران (۲۰۱۳)